# Dubbla drakens orden

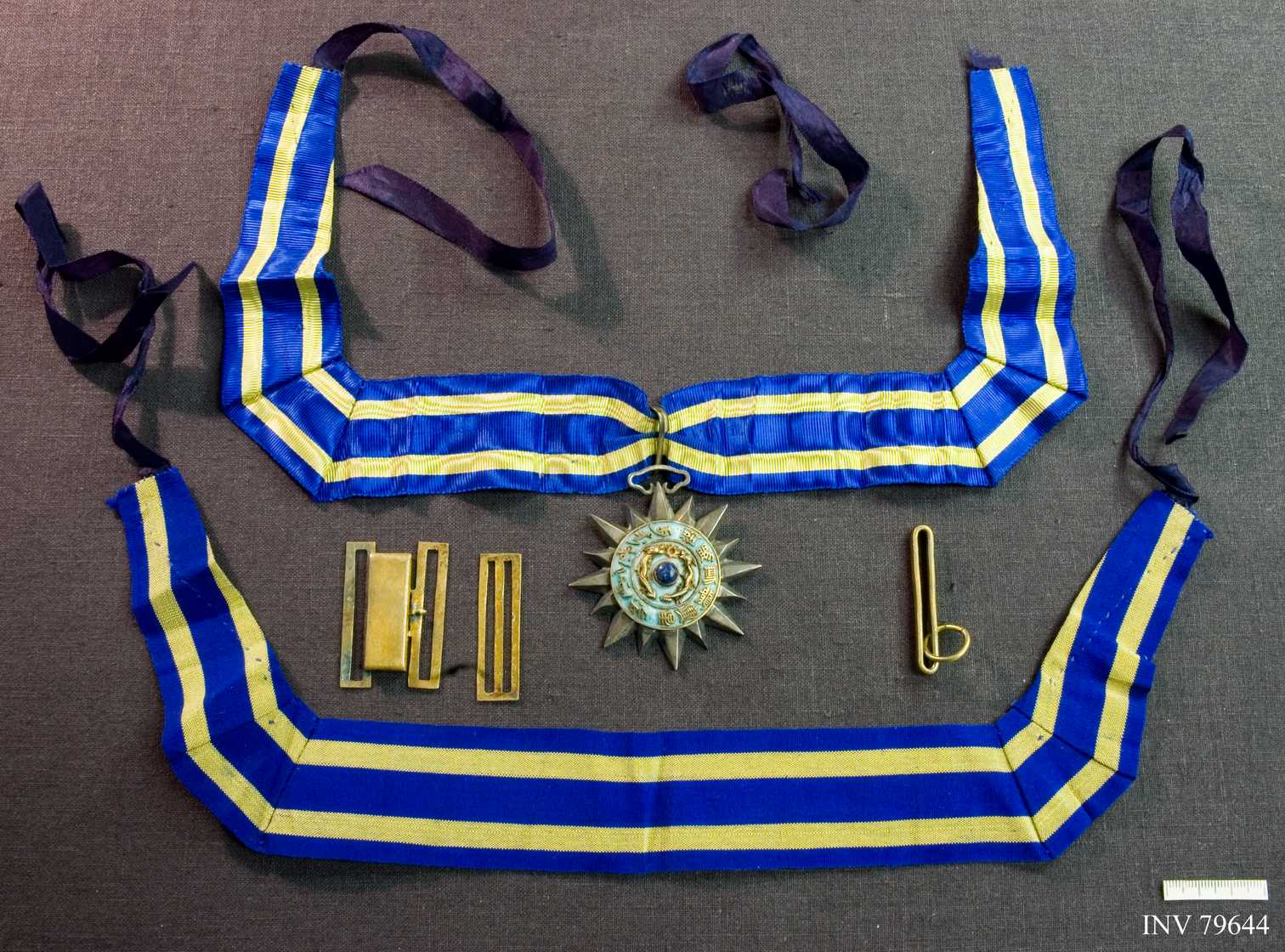
Ordenstecken för fjärde graden av Dubbla drakens order. Tilldelad svensken Conrad Martin Looft, och finns numera i samlingen på Stockholms Armémuseum.

Dubbla drakens orden (förenklad kinesiska: 双龙宝星; traditionell kinesiska: 雙龍寶星; pinyin: Shuānglóng Bǎoxīng; ordagrant: "Double Dragon Precious Star") var en kinesisk kejsarorden instiftad av kejsare Guangxu, den 7 februari 1882, och tilldelades till en början endast utländska personer, men gavs från 1908 även till kineser. Den var länge kejsarrikets enda orden och tilldelades för utmärkande tjänster. Orden upphävdes 1912, till följd av bildandet av Republiken Kina.

## Gradbeteckningar

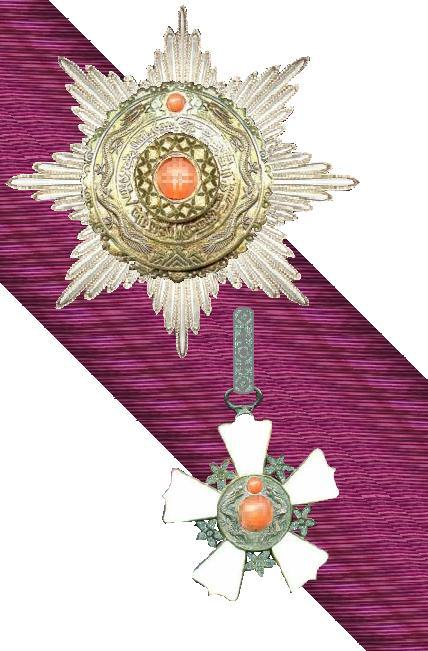
Första graden, andra klassen, år 1900.

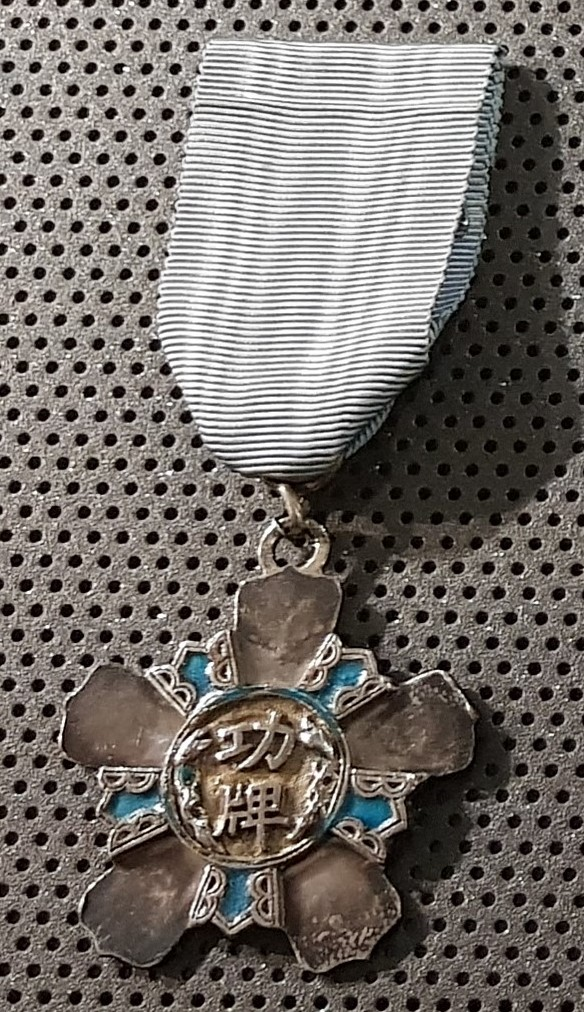
Dubbla drakens order i form av en bröstmedalj.

Dubbla drakens orden var indelad i fem grader, där de första tre graderna i sin tur var indelade i tre klasser. 
| Grad          | Klass          | Mottagare | Ref.  |
| ------------- | -------------- | --- | ----- |
| Första graden | Första klassen | Kejsare och kungar av utländska nationer. |       |
| Första graden | Andra klassen  | Prinsar och kungliga familjemedlemmar/släktingar (senare begränsad till kungliga familjemedlemmar som hade tjänat och inte ärvt, ledande befattningar i regeringen). |       |
| Första graden | Tredje klassen | Ministrar som ärvt sin ställning, generalministrar och diplomatiska sändebud av första rangen.                                                                       | [ 4 ] |
| Andra graden  | Första klassen | Diplomatiska sändebud av andra rang. |       |
| Andra graden  | Andra klassen  | Diplomatiska sändebud av tredje rang och tullkommissionärer. | [ 5 ] |
| Andra graden  | Tredje klassen | Rådgivare av första rang, konsulgeneraler och militära generaler. |       |
| Tredje graden | Första klassen | Rådgivare av den andra och tredje rangen, konsulgenerals entourage och andra militära officerare.                                                                    | [ 6 ] |
| Tredje graden | Andra klassen  | Ställföreträdande konsulter och tredje rangens militära officerare.                                                                                                  |       |
| Tredje graden | Tredje klassen | Översättare och militära officerare i fjärde och femte rangen. |       |
| Fjärde graden |                | Soldater och underofficerare. |       |
| Femte graden  |                | Affärsmän och handelsmän. |       |

## Utformning

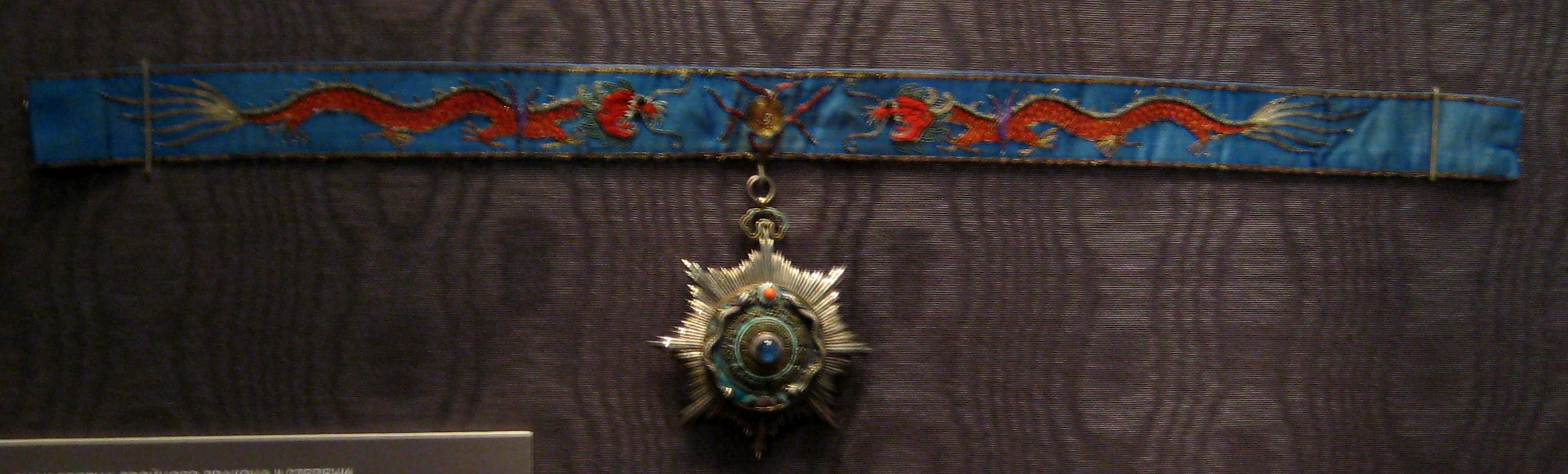
Andra gradens ordenstecken.

Dubbla drakens order genomgick under åren flera ändringar. Guld och pärlemor var reserverade för de högre klasserna, medan emalj och korall användes för de lägre klasserna. Från 1882 till 1900 bestod ordenstecknet för första klassen av en rektangulär medaljong i guld med ett motiv av två blå drakar mot en gul bakgrund. I mitten fanns en lodrät inskrift som angav ordens namn och klass. Ordenstecknet var utsmyckat med ett flertal ädelstenar, beroende på grad och klass. För de lägre klasserna var ordenstecknet cirkulärt, med två drakar i mitten runt en ädelsten. År 1900 ändrades ordenstecknet, då det lades till en ordensstjärna för första och andra grad, även denna med drakar i mitten.

### Ordensbandet
Även ordensbandet genom gick ett flertal utformningar under åren. På en variant var ordensbandet rikligt dekorerat med drakar som centralt motiv, och på en annan variant var ordensbandet blått med gula ränder. 1897 blev utformningen tillfälligt mer västerländsk, då den gjordes om till en bröstmedalj.

## Tilldelning
Fram till 1908 tilldelades orden endast utländska personer, men från 1908 kunde även kineser tilldelas orden. Orden användes främst i diplomatiska förbindelser mellan Kina och andra länder. Den var länge kejsarrikets enda orden och tilldelades för utmärkande tjänster. Orden upphävdes 1912, till följd av bildandet av Republiken Kina.
Trots att det fanns fem grader av orden utdelades de lägre graderna väldigt sällan.